# 이베리아까치
이베리아까치(Iberian magpie)는 까마귀과 물까치속에 속한 새의 일종이다. 이름 그대로 이베리아반도에 서식한다. 극동아시아에 서식하는 물까치와 거의 똑같이 생겼고, 다만 길쭉한 꼬리깃 끝에 흰 반점이 없다는 것이 다르다.
이 종은 과거 극동아시아 물까치의 아종으로 여겨졌다. 하지만 동서로 9,000 킬로미터 떨어진 유라시아 대륙의 양 극단에 서식하는 개체군 분포가 비상식적이었고, 유전자 검사 결과 별개의 종인 것으로 재분류되었다.